# Hexatoma (Eriocera) plumbeinota
Hexatoma (Eriocera) plumbeinota is een tweevleugelige uit de familie steltmuggen (Limoniidae). De soort komt voor in het Neotropisch gebied.